# East Bloomfield
East Bloomfield város az USA New York államában, Ontario megyében. Lakosainak száma 3640 fő (2020. április 1.).

## Népesség
A település népességének változása:

| 2010 | 3 634 |
| 2020 | 3 640 |